# درجه‌دار
در ساختار نیروهای مسلح جمهوری اسلامی ایران، به پایین ترین رده نظامی پرسنل کادر، درجه‌دار می‌گویند که شامل درجات گروهبانی و استواری می‌شود. این رده بالاتر از سرباز و پایین‌تر از افسر می‌باشد.
رده درجه‌داری در نیروهای زمینی، هوایی، پدافند هوایی و نیروی انتظامی شامل درجات زیر است:
- گروهبان سوم
- گروهبان دوم
- گروهبان یکم
- استوار دوم
- استوار یکم

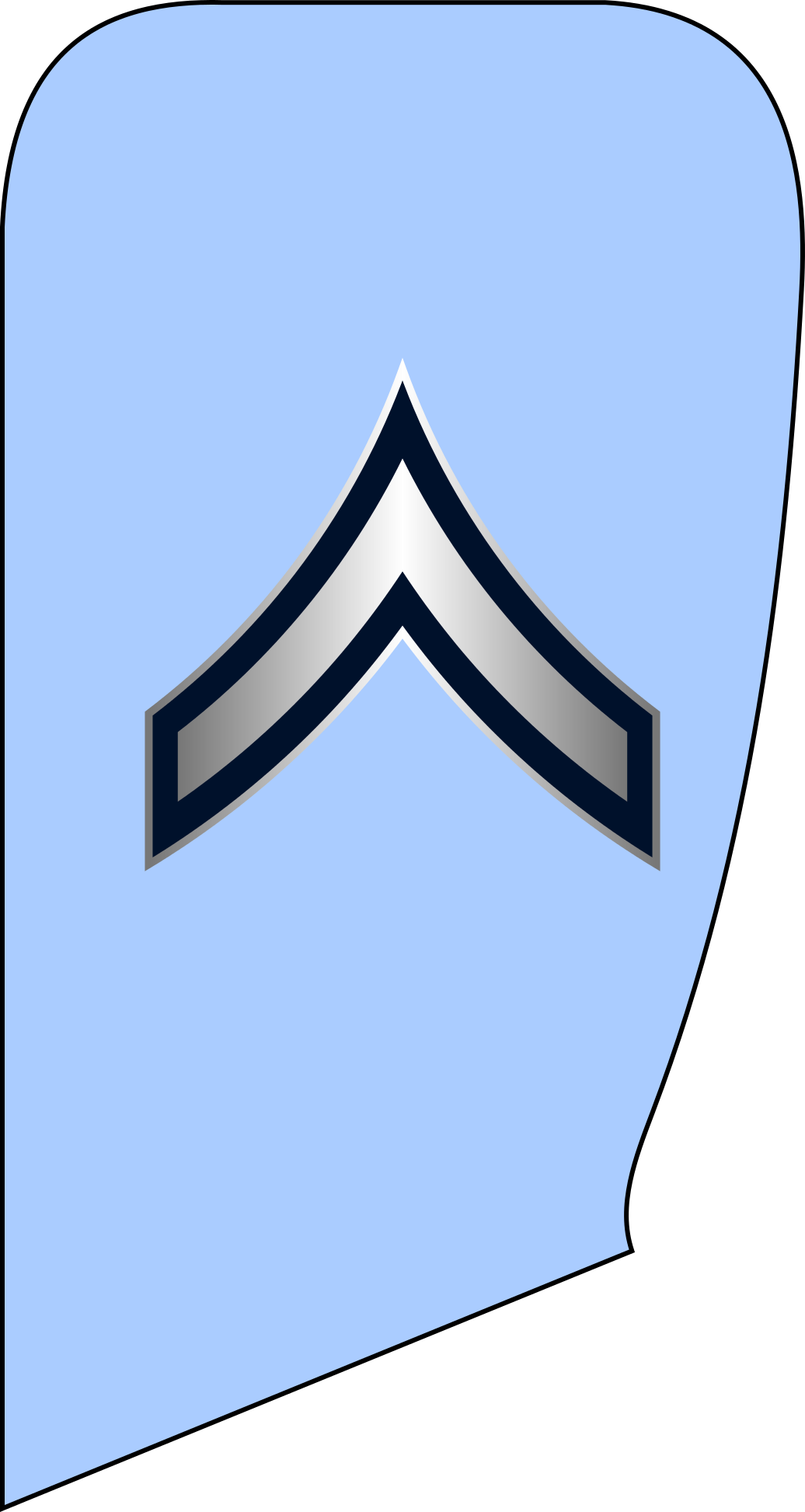
گروهبان سوم نیروی هوایی ارتش
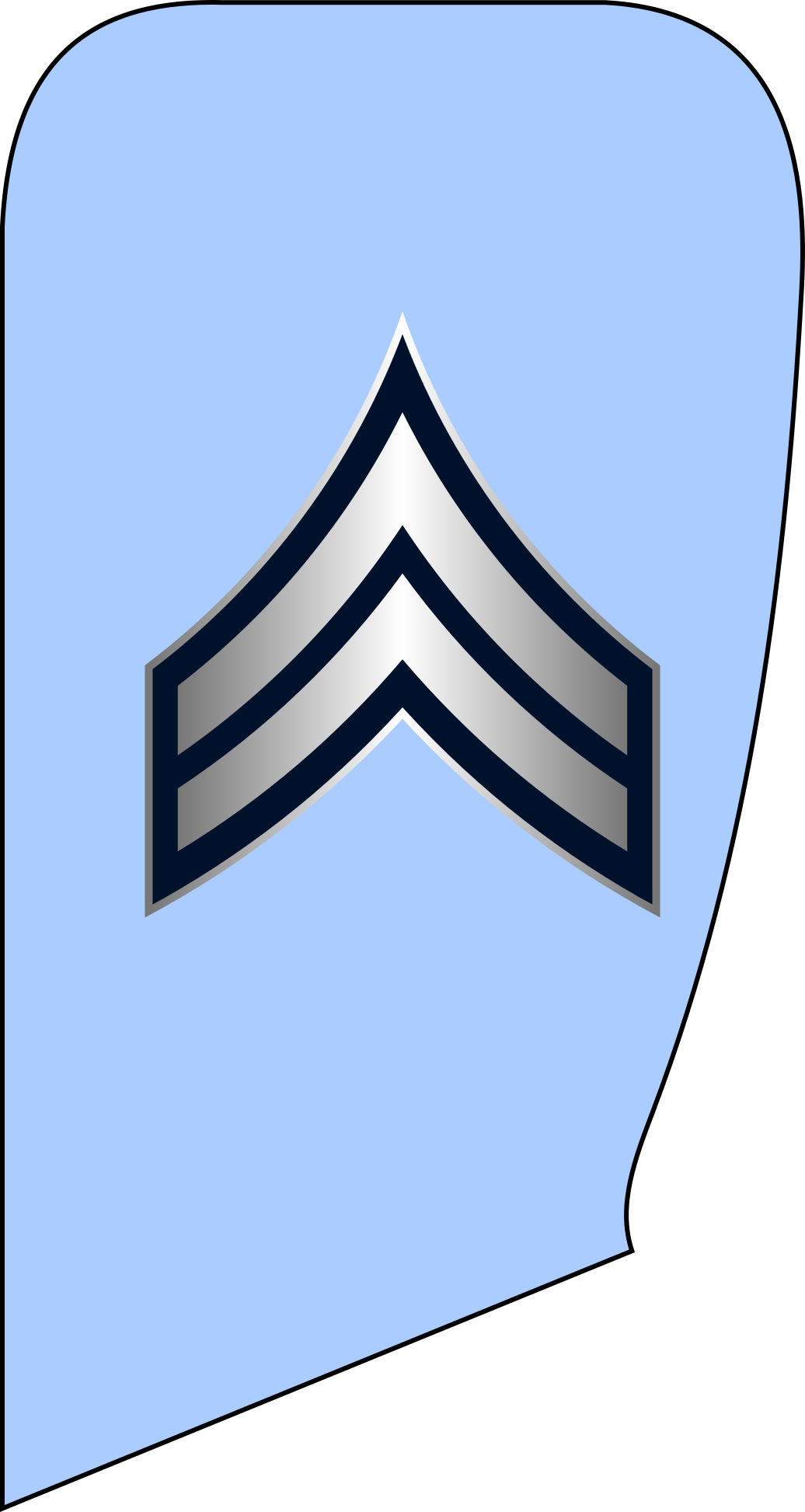
گروهبان دوم نیروی هوایی ارتش
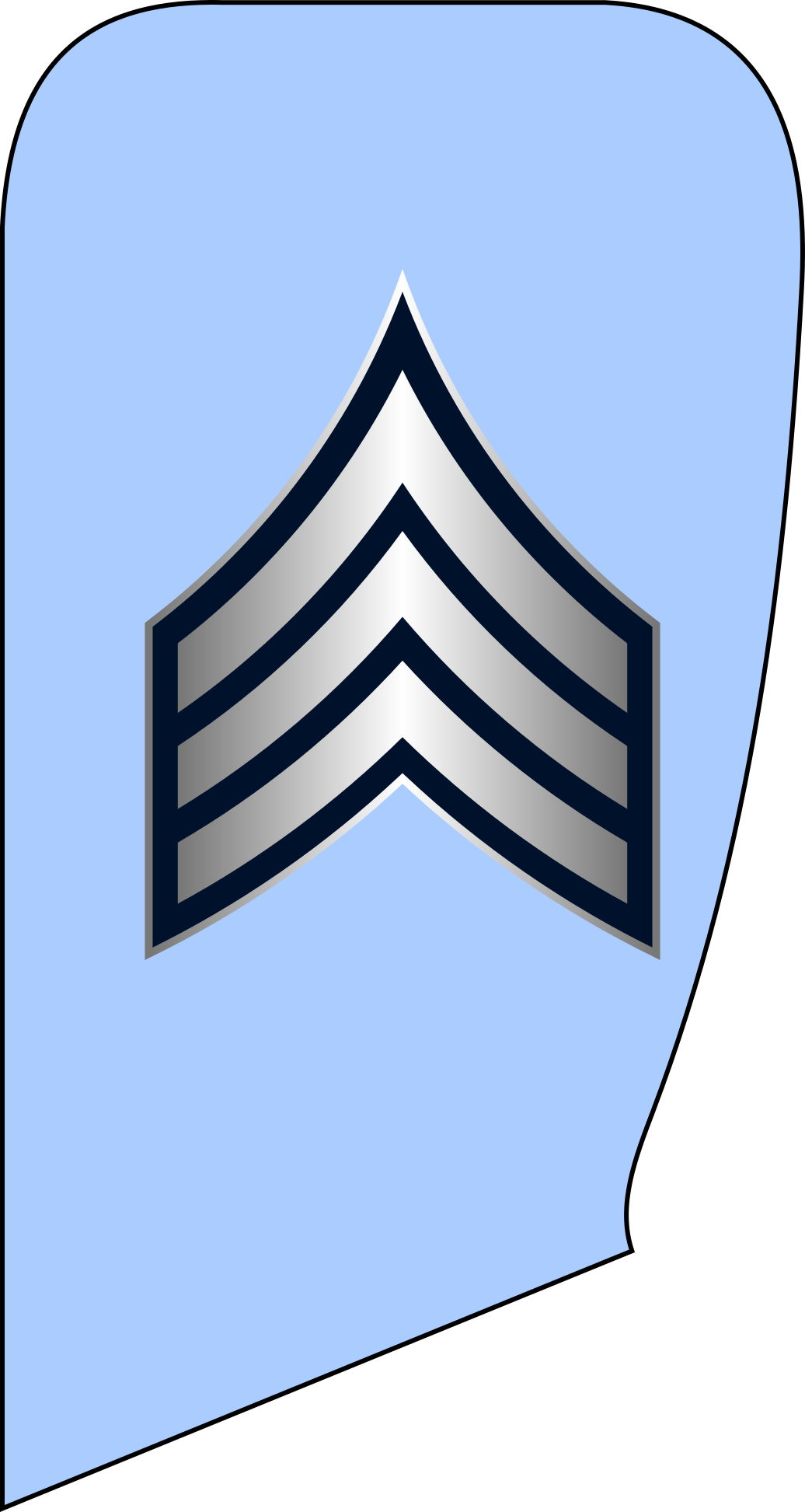
گروهبان یکم نیروی هوایی ارتش
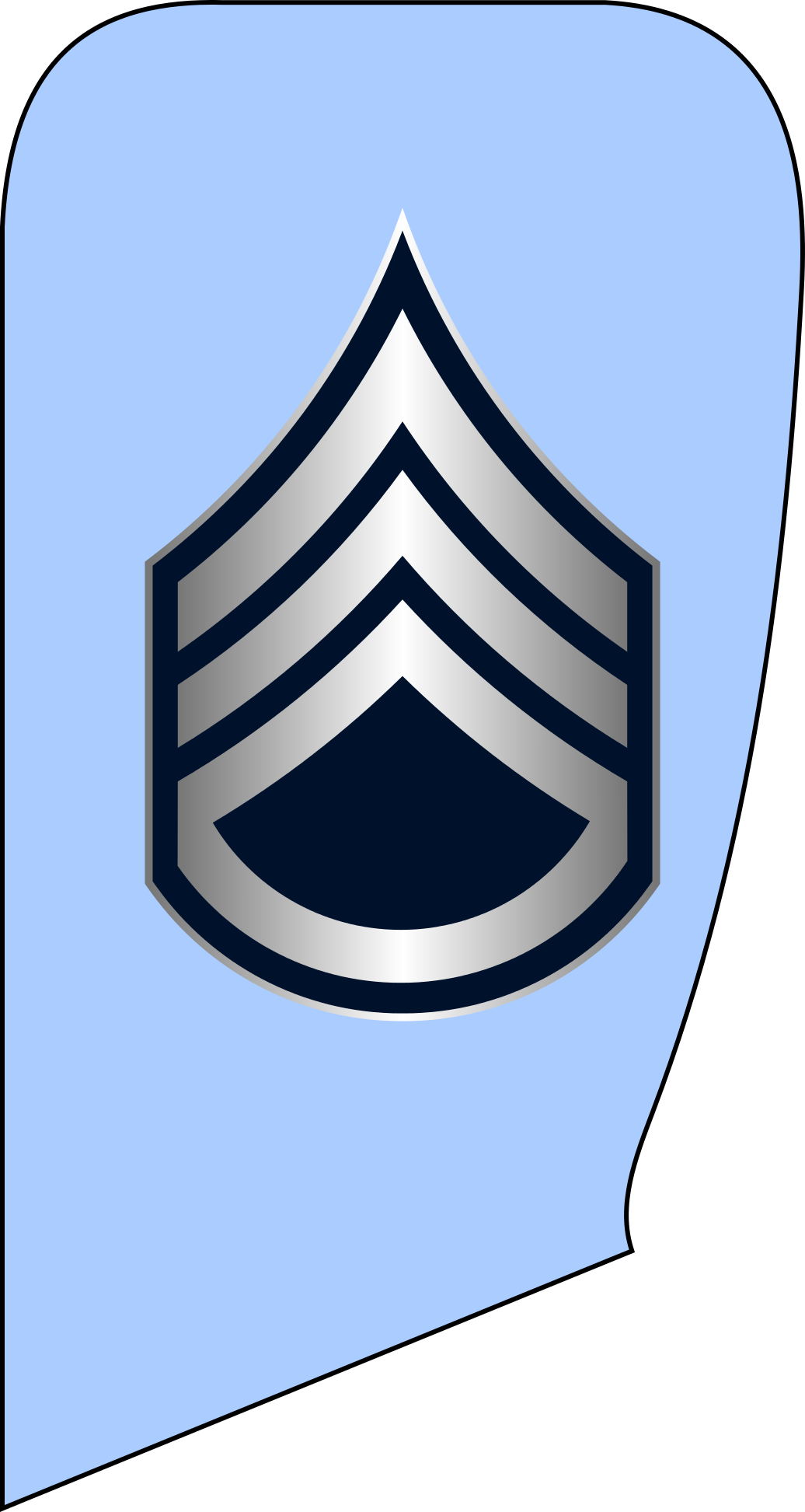
استوار دوم نیروی هوایی ارتش
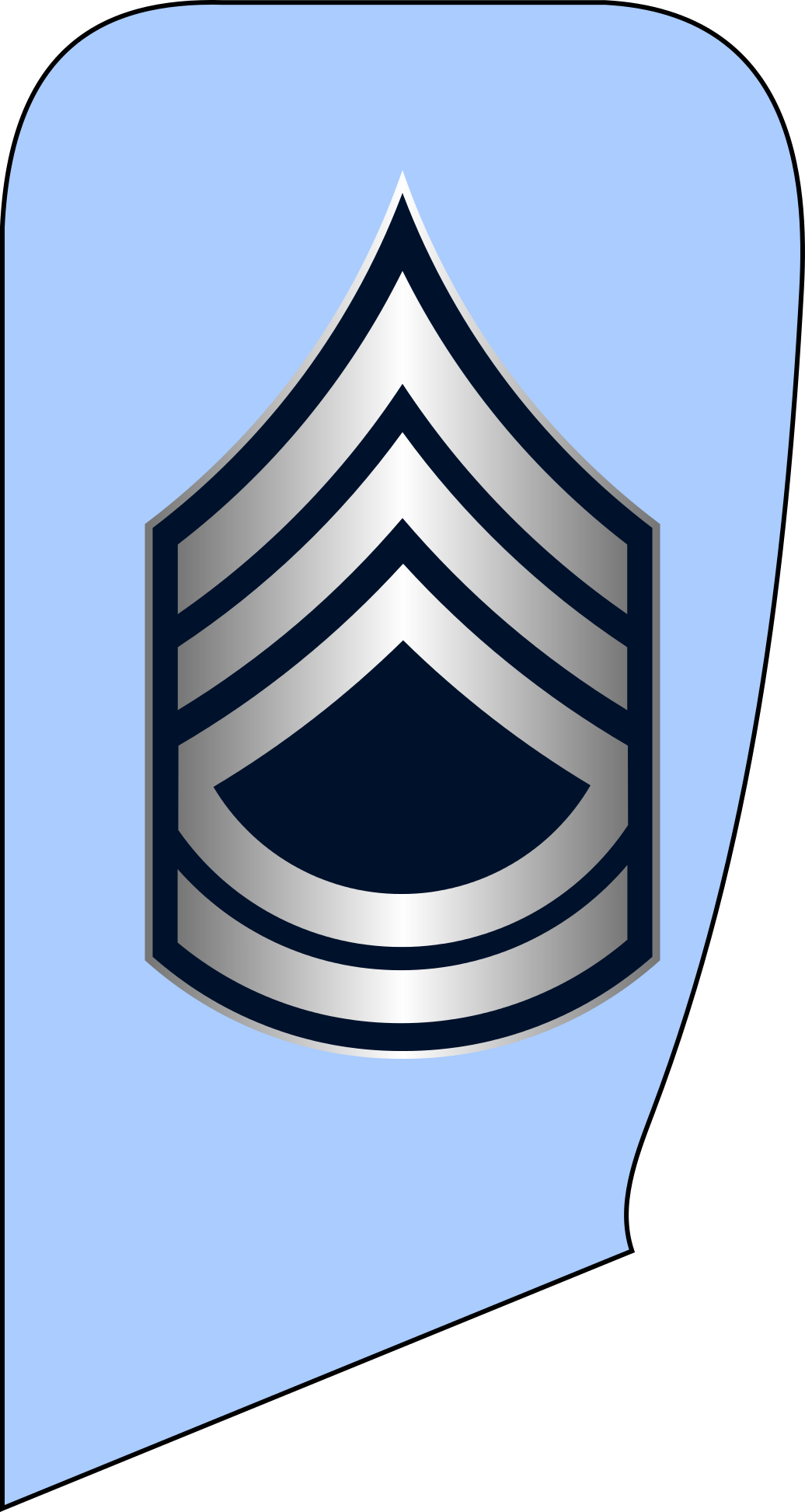
استوار یکم نیروی هوایی ارتش

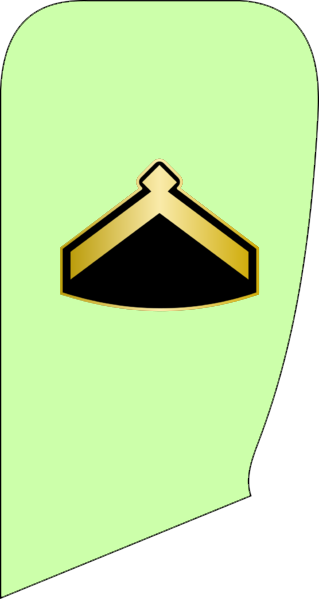
درجه گروهبان سومی نیروی انتظامی جمهوری اسلامی ایران
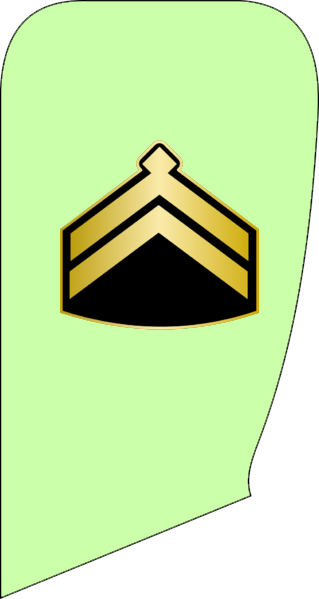
درجه گروهبان دومی نیروی انتظامی جمهوری اسلامی ایران
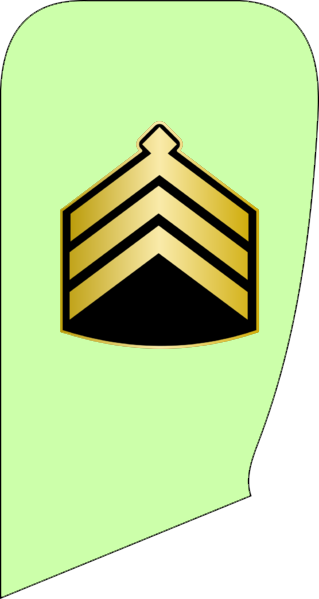
درجه گروهبان یکمی نیروی انتظامی جمهوری اسلامی ایران
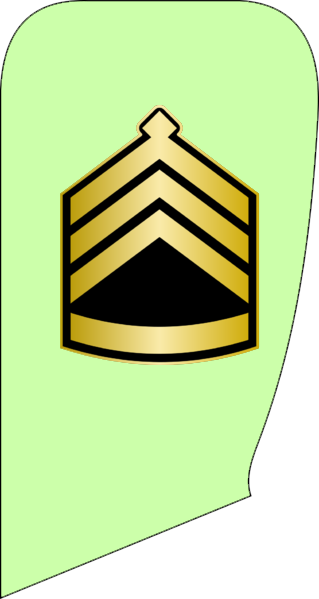
درجه استوار دومی نیروی انتظامی جمهوری اسلامی ایران
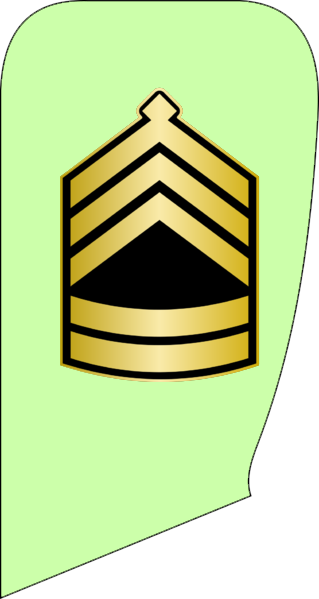
درجه استوار یکمی نیروی انتظامی جمهوری اسلامی ایران

رده درجه‌داری در نیروی دریایی ارتش شامل درجات زیر می‌باشد:
- مهناوی سوم
- مهناوی دوم
- مهناوی یکم
- ناو استوار دوم
- ناو استوار یکم

مهناوی سوم نیروی دریایی ارتش
مهناوی دوم نیروی دریایی ارتش
مهناوی یکم نیروی دریایی ارتش
ناواستوار دوم نیروی دریایی ارتش
ناواستوار یکم نیروی دریایی ارتش